# Sebeg

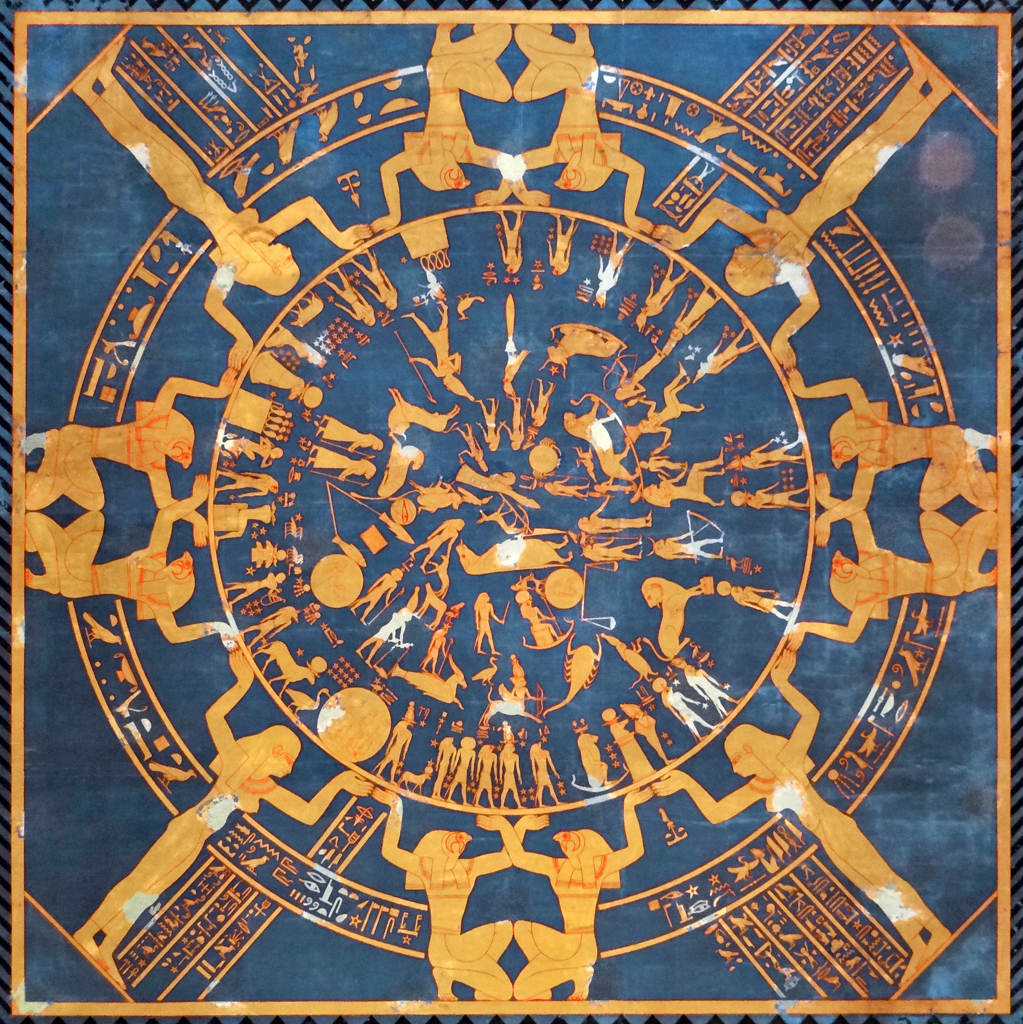
Copia del bassorilievo noto come "Zodiaco di Dendera", proveniente dal Tempio di Dendera e conservato al Museo del Louvre: esso rappresenta la posizione dei corpi celesti e descrive precisamente due giorni: il 25 settembre del 52 a.C. e il 7 marzo del 51 a.C.

Sebeg (anche Sebgu o Seba-en-Seth, "Astro di Seth") è una divinità egizia appartenente alla religione dell'antico Egitto, manifestazione degli dei Seth e Thot. Nella mitologia e nell'astronomia egizie, Sebeg personificava il pianeta Mercurio ed era considerato "Astro di Seth".

## Descrizione

### Nel "Libro di Nut"
Nel "Libro di Nut", raccolta di testi astronomici egizi, e precisamente nel capitolo dedicato ai pianeti, le righe 153-159 menzionano una battaglia cosmica fra gli Seth e Horus avvenuta al tramonto e sedata dall'intervento del dio Thot. I celesti "seguaci di Seth", così come Seth stesso, si sarebbero trovati nel cielo occidentale. Khepesh, cioè la costellazione dell'Orsa Maggiore, sacra a Seth, è osservabile nel cielo settentrionale, in modo che solo i pianeti Mercurio e Venere sarebbero visibili al momento del tramonto. Il pianeta Venere è indicato, in tale scenario, come una stella della barca del mitico uccello Benu: l'"astro di Seth" non potrebbe quindi essere il pianeta Mercurio. 

### Dal Nuovo Regno all'epoca greco-romana
Nell'elenco dei pianeti noti nel Nuovo Regno, Sebeg rimase legato al suo antico epiteto di "Astro di Seth". A causa della sicura identificazione degli altri pianeti con altre divinità egizie, unico pianeta rimasto fra quelli assegnabili al dio Seth è di fatto Mercurio. Nella formula 136 del "Libro dei morti" - come già nei più antichi "Testi dei sarcofagi" del Medio Regno - il defunto si serve di una scala celeste raggiungere il dio Sebeg:
("Libro dei morti", 136)
In una variante, tale scala celeste serve da difesa contro le onde. In epoca greco-romana Sebeg è anche considerato "stella di Thot". In una delle sue sporadiche rappresentazioni, in gran parte danneggiata, Sebeg figura, al pari di Netjerduai, come un uccello con sei zampe, quattro ali e becco serpentiforme. 

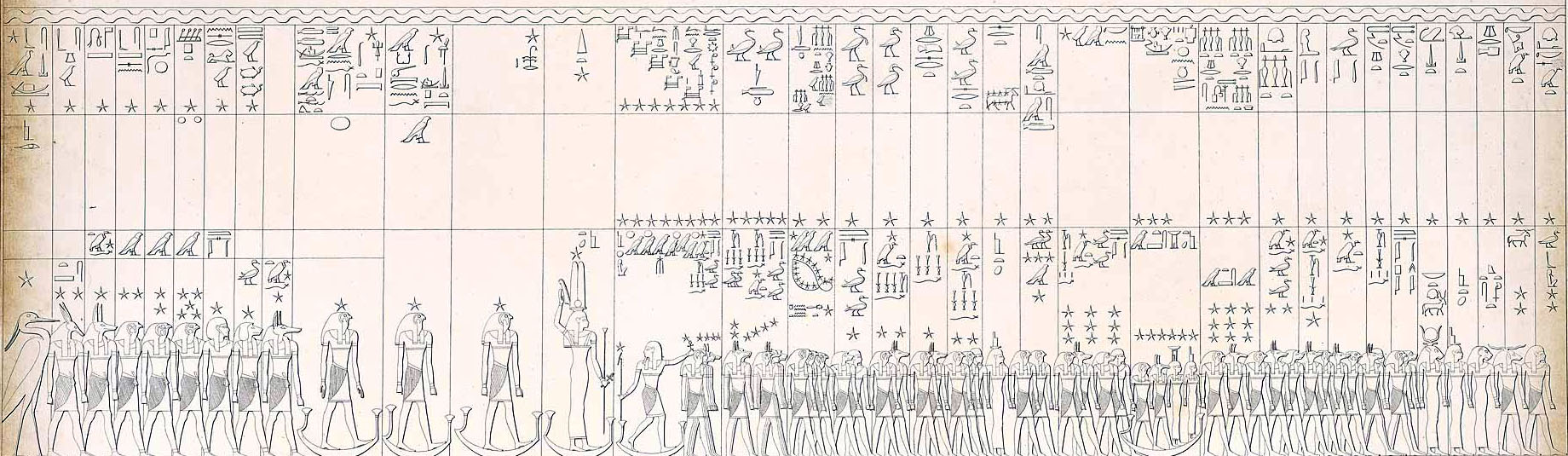
Copia di Karl Richard Lepsius della volta della camera funeraria di Seti I con la riproduzione del cielo, delle 36 "stelle decane" (Baktiu) degli astri e delle maggiori costellazioni.